# Melasmothrix naso
Genre
Espèce
Statut de conservation UICN

 DD  : Données insuffisantes
Melasmothrix naso est la seule espèce du genre Melasmothrix. C'est un rongeur de la sous-famille des Murinés, localisé à Sulawesi.